# Дослідницький інститут математики Обервольфах
48°20′44″ пн. ш. 8°14′07″ сх. д. / 48.34556° пн. ш. 8.23528° сх. д.
Дослідницький інститут математики Обервольфах (нім. Mathematisches Forschungsinstitut Oberwolfach; MFO) –  німецький  науково-дослідний інститут з вивчання математики, утворений 1944 року в місті Обервольфах зусиллями Вільгельма Зюсса.

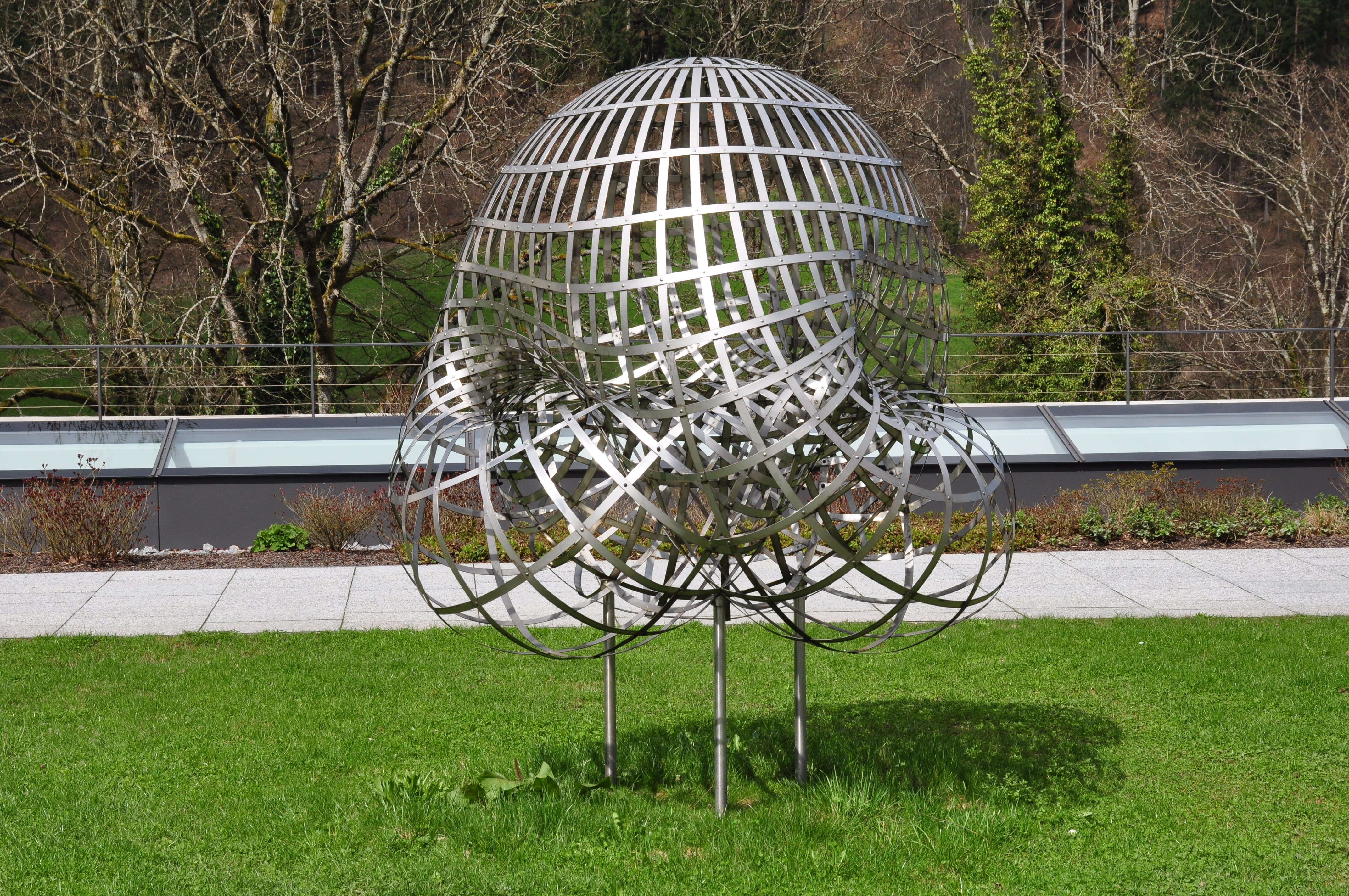
Поверхня Боя, Обервольфах.

Інститут належить до наукового товариства Лейбніца і фінансується через Федеральне міністерство освіти та наукових досліджень Німеччини та урядом землі Баден-Вюртемберг. MFO відомий через організацію щотижневих семінарів з різних математичних тем, в яких беруть участь (та приходять задля спільних досліджень) математики з усього світу. Інститут також відомий завдяки великій колекції фотографій відомих математиків.
Перед інститутом встановлена модель поверхні Боя. Вона стала подарунком від Mercedes-Benz. Модель була споруджена 28 січня 1991 року, виготовлена зі сталі товщиною 2 мм, важить 84 кг, та має 1650 отворів.